# Balaghat
Balaghat (hindi : बालाघाट) est une ville indienne située dans le district de Balaghat dans l'État du Madhya Pradesh. En 2011, sa population était de 84 261 habitants.

## Traduction
- (en) Cet article est partiellement ou en totalité issu de l’article de Wikipédia en anglais intitulé « Balaghat » (voir la liste des auteurs).